# Stilbaai
Stilbaai è una cittadina sudafricana situata nella municipalità distrettuale di Eden nella provincia del Capo Occidentale.